# Jodie Williams
Pour les articles homonymes, voir Williams.
Jodie Williams (née le 29 septembre 1993 à Welwyn Garden City) est une athlète britannique spécialiste des épreuves de  sprint.

## Biographie
De 2005 à 2011, elle est invaincue pendant 151 courses consécutives sur 100 m.
Elle remporte les titres du 100 m et du 200 m lors des Championnats du monde jeunesse 2009 de Bressanone, établissant à l'occasion deux meilleures performances mondiales cadet en respectivement 11 s 40 et 23 s 08. Elle réalise le doublé 100/200 m lors des Championnats du Royaume-Uni espoirs 2010 et bat par la suite les records nationaux juniors du 100 m (11 s 24) et du 200 m (22 s 79). En juillet 2010, lors des championnats du monde juniors de Moncton au Canada, elle remporte le titre mondial du 100 m en 11 s 40, et se classe par ailleurs deuxième du 200 m derrière l'Américaine Stormy Kendrick.
Sélectionnée à dix-sept ans seulement pour les Championnats d'Europe en salle de Paris-Bercy, en mars 2011, Jodie Williams se classe quatrième de la finale du 60 mètres. Elle améliore à cette occasion son record personnel avec 7 s 21, échouant à un centième de seconde de la Norvégienne Ezinne Okparaebo, médaillée de bronze. Elle participe fin juillet aux Championnats d'Europe juniors de Tallinn et s'adjuge les titres du 100 m (11 s 18) et du 200 m (22 s 94), ainsi que la médaille de bronze du relais 4 × 100 m. En septembre 2011, elle est élue révélation européenne de l'année devant la Néerlandaise Dafne Schippers et la Russe Darya Klishina.
Elle manque les Jeux olympiques d'été de 2012 à cause d'une blessure.
Elle remporte trois médailles lors des championnats d'Europe espoirs 2013 à Tampere en Finlande : l'or sur 200 m, et l'argent sur 100 m et 4 × 100 m.
Jodie Williams représente l'Angleterre lors des Jeux du Commonwealth 2014 de Glasgow en Écosse. Elle se classe deuxième de l'épreuve du 200 m, derrière la Nigériane Blessing Okagbare, et troisième du 4 × 100 m. Aux championnats d'Europe 2014 de Zurich, elle améliore son record personnel en finale du 200 m en 22 s 46, remportant la médaille d'argent derrière la Néerlandaise Dafne Schippers. Alignée par ailleurs sur l'épreuve du 4 × 100 m, elle s'adjuge le titre continental en compagnie de Asha Philip, Ashleigh Nelson et Desiree Henry, devant la France et la Russie. L'équipe britannique améliore à cette occasion le record du Royaume-Uni en 42 s 24.
Le 7 juillet 2016, Williams se classe 6e de la finale du 200 m des Championnats d'Europe d'Amsterdam en 22 s 96.
Le 4 mai 2019, elle bat son vieux record personnel sur 100 m datant de 2011 (11 s 18 à 17 ans) en courant en 11 s 17.

## Palmarès

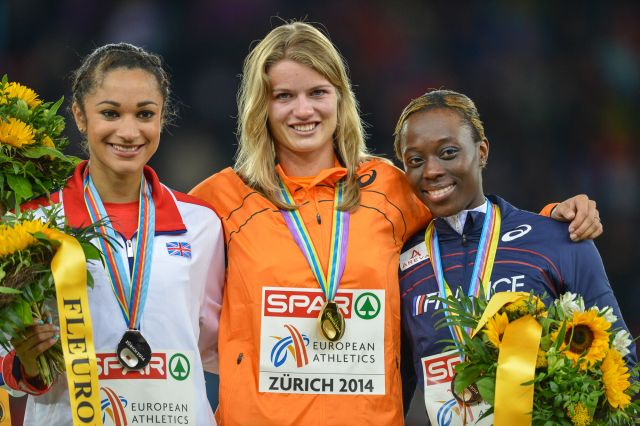
Jodie Williams (à gauche) lors des championnats d'Europe 2014.

| Date | Compétition                       | Lieu             | Résultat | Épreuve   | Temps                    |
| ---- | --------------------------------- | ---------------- | -------- | --------- | ------------------------ |
| 2009 | Championnats du monde cadets      | Bressanone       | 1re      | 100 m     | 11 s 39                  |
| 2009 | Championnats du monde cadets      | Bressanone       | 1re      | 200 m     | 23 s 08                  |
| 2010 | Championnats du monde juniors     | Moncton          | 1re      | 100 m     | 11 s 40                  |
| 2010 | Championnats du monde juniors     | Moncton          | 2e       | 200 m     | 23 s 19                  |
| 2011 | Championnats d'Europe en salle    | Paris            | 4e       | 60 m      | 7 s 21                   |
| 2011 | Championnats d'Europe juniors     | Tallinn          | 1re      | 100 m     | 11 s 18                  |
| 2011 | Championnats d'Europe juniors     | Tallinn          | 1re      | 200 m     | 22 s 94                  |
| 2011 | Championnats d'Europe juniors     | Tallinn          | 3e       | 4 × 100 m | 45 s 00                  |
| 2013 | Championnats d'Europe espoirs     | Tampere          | 2e       | 100 m     | 11 s 42                  |
| 2013 | Championnats d'Europe espoirs     | Tampere          | 1re      | 200 m     | 22 s 92                  |
| 2013 | Championnats d'Europe espoirs     | Tampere          | 2e       | 4 × 100 m | 43 s 83                  |
| 2014 | Relais mondiaux de l'IAAF         | Nassau           | 5e       | 4 × 100 m | 42 s 75                  |
| 2014 | Jeux du Commonwealth              | Glasgow          | 2e       | 200 m     | 22 s 50                  |
| 2014 | Jeux du Commonwealth              | Glasgow          | 3e       | 4 × 100 m | 43 s 10                  |
| 2014 | Championnats d'Europe             | Zurich           | 2e       | 200 m     | 22 s 46                  |
| 2014 | Championnats d'Europe             | Zurich           | 1re      | 4 × 100 m | 42 s 24                  |
| 2014 | Ligue de diamant                  | Ligue de diamant | 6e       | 200 m     | détails                  |
| 2015 | Championnats du monde             | Pékin            | 4e       | 4 × 100 m | 42 s 10                  |
| 2016 | Championnats d'Europe             | Amsterdam        | 6e       | 200 m     | 22 s 96                  |
| 2019 | Championnats d'Europe par équipes | Bydgoszcz        | 2e       | 200 m     | 22 s 96                  |
| 2019 | Championnats d'Europe par équipes | Bydgoszcz        | 2e       | 4 x 400 m | 3 min 27 s 12            |
| 2019 | Championnats du monde             | Doha             | 4e       | 4 x 400 m | 3 min 23 s 02            |
| 2021 | Championnat d'Europe en salle     | Toruń            | 3e       | 400 m     | 51 s 73                  |
| 2021 | Jeux olympiques                   | Tokyo            | 6e       | 400 m     | 49 s 97                  |
| 2021 | Jeux olympiques                   | Tokyo            | 5e       | 4 × 400 m | 3 min 22 s 59            |
| 2022 | Jeux du Commonwealth              | Birmingham       | 3e       | 400 m     | 51 s 26                  |
| 2022 | Championnats d'Europe             | Munich           | 4e       | 200 m     | 22 s 85                  |
| 2022 | Championnats d'Europe             | Munich           | 3e       | 4 x 400 m | 3 min 21 s 74            |
| 2024 | Jeux olympiques                   | Paris            | 3e       | 4 x 400 m | Participation aux séries |

## Records
| Épreuve | Temps   | Lieu    | Date                    |
| ------- | ------- | ------- | ----------------------- |
| 60 m    | 7 s 21  | Paris   | 5 mars 2011 6 mars 2011 |
| 100 m   | 11 s 17 | Lubbock | 4 mai 2019              |
| 200 m   | 22 s 46 | Zürich  | 15 août 2014            |
| 400 m   | 49 s 97 | Tokyo   | 4 août 2021 6 août 2021 |